# Zona di traffico di aeroporto
La zona di traffico di aeroporto (in inglese Aerodrome Traffic Zone), ATZ, è uno spazio aereo di dimensioni definite, istituito intorno ad un aeroporto per la protezione del traffico di aerodromo, cioè quello in decollo, atterraggio e in volo nel circuito di traffico aeroportuale.
Un ATZ di dimensioni standard ha forma cilindrica e si estende: verticalmente, dalla superficie del suolo o dell'acqua (GND oppure SFC) fino a 2000 ft (600 m); orizzontalmente, per 5 NM (circa 9,26 km) di raggio, con centro in un punto di riferimento sull'aeroporto. La forma e le dimensioni dell'ATZ possono però variare per esigenze legate alla morfologia del terreno ed al traffico.
L'ATZ può essere controllato, non controllato o a regolamentazione speciale. Gli ATZ controllati sono quelli immersi in una zona di controllo (CTR), ne assumono la stessa classificazione e sono controllati da una torre di controllo di aeroporto (TWR); quelli non controllati sono posti al di fuori delle CTR e possono essere serviti da un ente per le informazioni volo di aeroporto (Aerodrome Flight Information Unit - AFIU); quelli a regolamentazione speciale, pur essendo posti al di fuori di spazi aerei controllati sono gestiti da una TWR.